# Tsoureki
Lo tsoureki (in greco τσουρέκι), detto anche Paskalya çöreği (turco), choreg (armeno) o çörək (azero) è un pane dolce tipico delle cucine di Grecia, Balcani, Georgia, Turchia, Azerbaigian e Armenia, e appartiene alla famiglia dei pani dolci (çörek) turchi, da cui deriva. È formato da strisce intrecciate di pasta. Viene spesso consumato a Pasqua.
Questo tipo di dolce è tradizionale anche in molte altre nazioni, come Ungheria e Repubblica Ceca. Esempi sono il badnji kruh nella cucina croata, la colomba de páscoa nella cucina portoghese, la galette des rois in Francia, il kulich nella cucina russa, guti di pasqua in Italia e il challah nella cucina ebraica.

## Etimologia
Il nome Tsoureki deriva dal turco çörek (nome a sua volta di origine caucasica), che descrive la famiglia di pani tondi a cui questo appartiene.

## Descrizione e preparazione
Si tratta di un pane dolce cotto in forno con farina, latte, lievito, burro o olio da cucina, uova, vaniglia, zucchero e guarnito con mandorle tostate, tritate e uova rosse. Si fa uso anche di spezie come il mahleb (spezia ricavata dai noccioli macinati di una varietà di ciliegia), il mastice di Chios e il cardamomo per insaporirlo. Si presenta come formato da trecce sovrapposte.

## Varianti regionali

### Turchia
Il nome turco del dolce, Paskalya çöreği, significa letteralmente "pane dolce di pasqua" e tradizionalmente veniva preparato e consumato nelle celebrazioni dello yortu ("Pasqua" in lingua turca). Attualmente è uno dei çörek più consumati e si trova nei forni e nelle pasticcerie turche durante tutto l'anno. Le comunità cristiane della Turchia lo conoscono con il suo nome turco originale e lo consumano durante le festività. La variante turca prevede l'uovo incorporato nell'impasto, piuttosto che uova non rotte pressate nell'impasto come decorazione. Alcune ricette sostituiscono al latte e al burro un olio dal sapore neutro, come l'olio di girasole, e la margarina. L'impasto può essere condito con scorza d'arancia, vaniglia, mahleb e mandorle tritate. Le minoranze cristiane solevano offrire questo dolce insieme alle uova di Pasqua ai loro vicini musulmani in occasione della Pasqua.